# Tensão de compressão
Tensão de compressão é a tensão que, quando aplicada, atua com direção ao centro do material. Quando um material é sujeitado à tensão compressiva, então este material está sob compressão. Usualmente, tensão compressiva aplicada a barras colunas, etc, conduzem ao encurtamento, diminuição do comprimento.
Compressão é o inverso da tração.